# Xixkinski
Xixkinski - Шишкинский (rus) - és un khútor del raion de Guiaguínskaia, a la República d'Adiguèsia, a Rússia. És a la riba esquerra del riu Fars, a 25 km a l'est de Guiaguínskaia i a 27 km al nord-est de Maikop, la capital de la república. Pertany al municipi de Serguíevskoie.